# Сім'я Кларисси
Сім'я Кларисси — сім'я астероїдів у внутрішньому головному поясі, яка утворилась в результаті зіткнення астероїдів. Названа на честь астероїда 302 Кларисса. Станом на 2014 рік нараховувала 179 членів.